# Folgensbourg
Folgensbourg (Volkensberg in tedesco e Folgeschburg in alsaziano) è un comune francese di 941 abitanti situato nel dipartimento dell'Alto Reno nella regione del Grand Est.

## Società

### Evoluzione demografica
Abitanti censiti